# Aphrissa

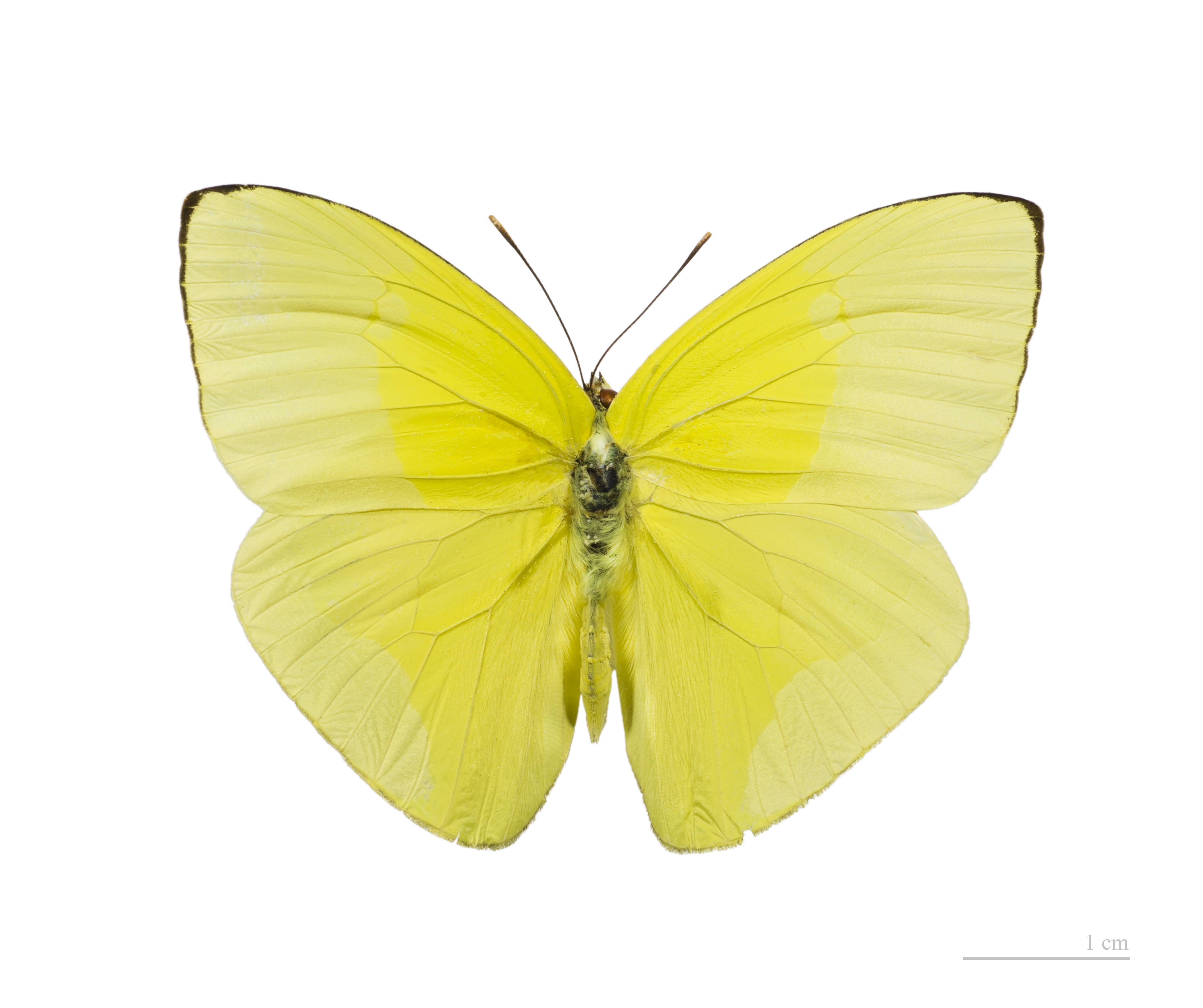
Aphrissa fluminensis

Az Aphrissa  a rovarok (Insecta) osztályának a lepkék (Lepidoptera) rendjébe, ezen belül a fehérlepkék (Pieridae) családjába tartozó nem.

## Rendszerezés
A nembe az alábbi fajok tartoznak:
- Aphrissa boisduvalii
- Aphrissa fluminensis
- Aphrissa godartiana
- Aphrissa neleis
- Aphrissa orbis
- Aphrissa schausi
- Aphrissa statira
- Aphrissa wallacei